# U.S. Imperia 1923
US Imperia 1923 Srl là một câu lạc bộ bóng đá Ý có trụ sở tại Imperia, Liguria. A.S.D. Imperia, đối bóng cùng một thành phố, là đội chính của Imperia kể từ năm 2008.

## Lịch sử
US Imperia 1923 có thời gian 85 năm bóng đá của câu lạc bộ. Đó là một câu lạc bộ bóng đá chuyên nghiệp của Ý, được thành lập vào năm 1923 với tên Unione Sportiva Imperia và được thành lập lại vào năm 1987 với tên AS Imperia '87  Năm 2000, Imperia Calcio bị phá sản, và US Imperia 1923 đã mua lại danh hiệu thể thao từ năm 2000. Vào năm 2007-08, đội bóng đã bị phá sản một lần nữa,, một đội bóng nhỏ cùng tỉnh, Pro Imperia, đã trở thành đội bóng đá chính của thành phố.
Vào tháng 11 năm 2017, công tố viên đã yêu cầu tống giam cựu chủ tịch (tiếng Ý: presidente) của hội đồng quản trị của câu lạc bộ bóng đá, Gianfranco Montali cho bản án 3 năm. Vào ngày 2 tháng 11, Tòa án Imperia đã chấp nhận yêu cầu và kết án Montali.
Gianfranco Montali và con trai Alessandro đã bị cấm hoạt động bóng đá trong một năm do sự bất thường trong quản lý câu lạc bộ vào tháng 10 năm 2008 

## Màu sắc và huy hiệu
Màu sắc của đội là đen và xanh và biểu tượng của nó là rồng.

## Danh hiệu
- Serie D
  - Vô địch 1: 1998-99
- Eccellenza
  - Vô địch 1: 2005-06
- liên_kết= Coppa Italia Liguria khu vực:
  - Vô địch 1: 2005-06